# 飾磨警察署

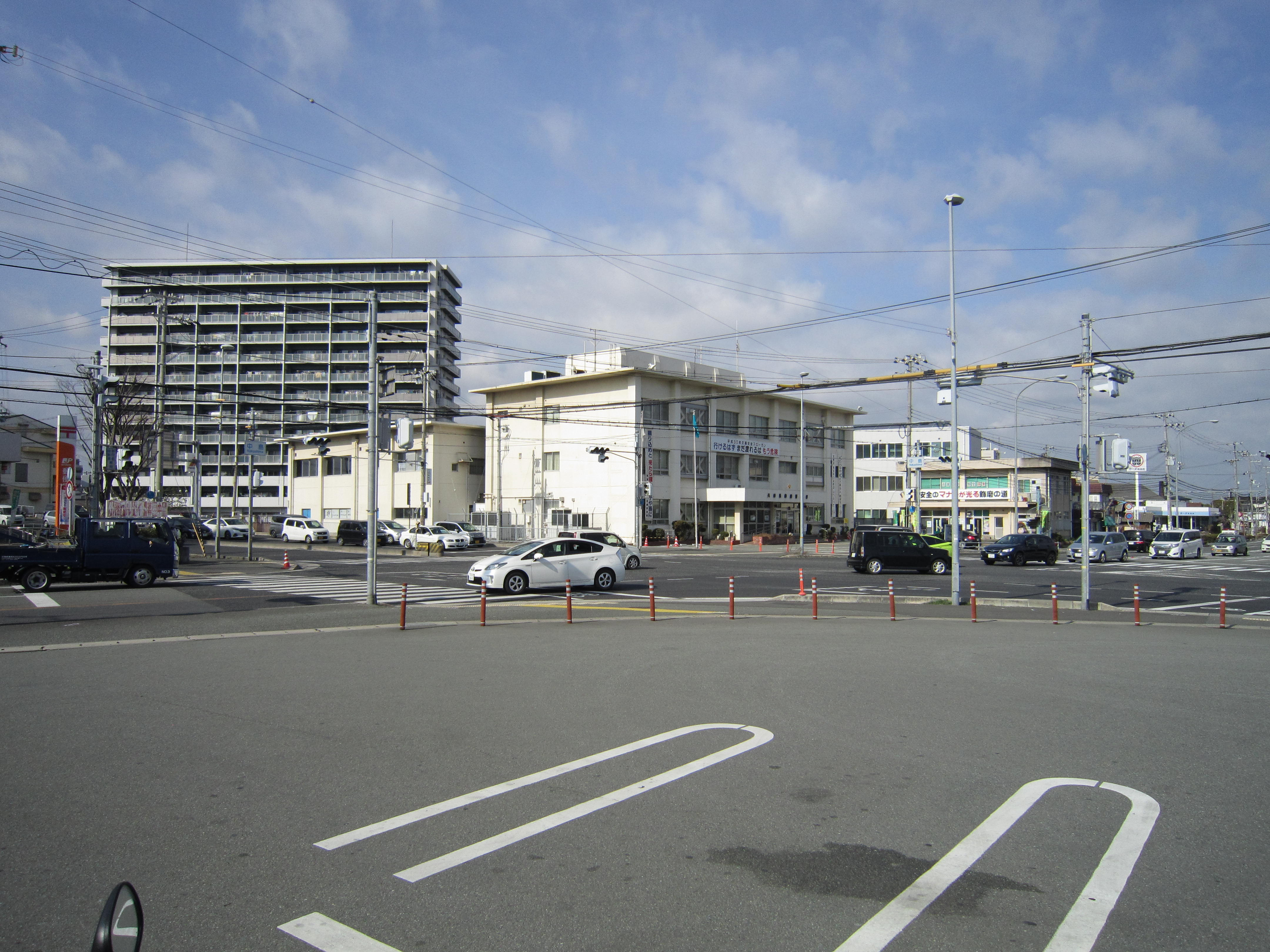
飾磨警察署全景(2018年3月)

飾磨警察署（しかまけいさつしょ）は、兵庫県警察が管轄する警察署の一つ。大塩~飾磨にかけての姫路市南部(家島諸島も含む)を所轄する。管轄地域の人口は約18万。2015年3月2日に姫路警察署・網干警察署・飾磨警察署の再編が行われ、人員の移動と管轄区域の変更が行われた。

## 所在地
- 兵庫県姫路市飾磨区中島1130番地9

## 管轄区域
- 姫路市のうち
- 飯田
- 飯田一丁目 - 三丁目
- 家島町坊勢
- 家島町真浦
- 家島町宮
- 井ノ口
- 今宿
- 大塩町
- 大塩町汐咲一丁目 - 三丁目
- 大塩町宮前
- 岡田
- 奥山
- 兼田
- 上手野の一部
- 亀山
- 亀山一丁目・二丁目
- 北今宿一丁目 - 三丁目
- 北原
- 北夢前台二丁目
- 木場
- 木場十八反町
- 木場前中町
- 木場前七反町
- 栗山町
- 車崎一丁目 - 三丁目
- 西庄
- 三条町二丁目
- 飾磨区英賀
- 飾磨区英賀春日町一丁目・二丁目
- 飾磨区英賀清水町一丁目 - 三丁目
- 飾磨区英賀西町一丁目 - 三丁目
- 飾磨区英賀東町一丁目・二丁目
- 飾磨区英賀保駅前町
- 飾磨区英賀宮台
- 飾磨区英賀宮町一丁目・二丁目
- 飾磨区阿成
- 飾磨区阿成植木
- 飾磨区阿成鹿古
- 飾磨区阿成下垣内
- 飾磨区阿成中垣内
- 飾磨区阿成渡場
- 飾磨区今在家
- 飾磨区今在家二丁目 - 七丁目
- 飾磨区今在家北一丁目 - 三丁目
- 飾磨区入船町
- 飾磨区恵美酒
- 飾磨区大浜
- 飾磨区粕谷新町
- 飾磨区構
- 飾磨区構一丁目 - 五丁目
- 飾磨区鎌倉町
- 飾磨区上野田一丁目 - 六丁目
- 飾磨区亀山
- 飾磨区加茂
- 飾磨区加茂北
- 飾磨区加茂東
- 飾磨区加茂南
- 飾磨区御幸
- 飾磨区栄町
- 飾磨区三和町
- 飾磨区思案橋
- 飾磨区清水
- 飾磨区清水一丁目 - 三丁目
- 飾磨区下野田一丁目 - 四丁目
- 飾磨区城南町一丁目 - 三丁目
- 飾磨区須加
- 飾磨区高町
- 飾磨区高町一丁目・二丁目
- 飾磨区蓼野町
- 飾磨区玉地
- 飾磨区玉地一丁目
- 飾磨区付城
- 飾磨区付城一丁目・二丁目
- 飾磨区天神
- 飾磨区都倉一丁目 - 三丁目
- 飾磨区中島
- 飾磨区中島一丁目 - 三丁目
- 飾磨区中野田一丁目 - 四丁目
- 飾磨区中浜町一丁目 - 三丁目
- 飾磨区西浜町一丁目 - 三丁目
- 飾磨区野田町
- 飾磨区東堀
- 飾磨区富士見ケ丘町
- 飾磨区細江
- 飾磨区堀川町
- 飾磨区宮
- 飾磨区三宅一丁目 - 三丁目
- 飾磨区妻鹿
- 飾磨区妻鹿東海町
- 飾磨区妻鹿常盤町
- 飾磨区妻鹿日田町
- 飾磨区矢倉町一丁目・二丁目
- 飾磨区山崎
- 飾磨区山崎台
- 飾磨区若宮町
- 四郷町明田
- 四郷町上鈴
- 四郷町坂元
- 四郷町中鈴
- 四郷町東阿保
- 四郷町本郷
- 四郷町見野
- 四郷町山脇
- 下手野一丁目 - 六丁目
- 白浜町
- 白浜町宇佐崎北一丁目 - 三丁目
- 白浜町宇佐崎中一丁目 - 三丁目
- 白浜町宇佐崎南一丁目・二丁目
- 白浜町神田一丁目・二丁目
- 白浜町寺家一丁目・二丁目
- 白浜町灘浜
- 高岡新町
- 玉手
- 玉手一丁目 - 四丁目
- 中地
- 中地南町
- 町坪
- 町坪南町
- 継
- 土山四丁目 - 七丁目
- 手柄
- 手柄一丁目・二丁目
- 苫編
- 苫編南一丁目・二丁目
- 名古山町
- 西今宿一丁目 - 八丁目
- 西延末
- 延末
- 延末一丁目
- 東今宿一丁目 - 六丁目
- 東延末
- 東延末一丁目 - 五丁目
- 東山
- 東夢前台一丁目 - 三丁目
- 藤ヶ台
- 別所町家具町
- 別所町北宿
- 別所町小林
- 別所町佐土
- 別所町佐土一丁目 - 三丁目
- 別所町佐土新
- 別所町別所
- 別所町別所一丁目 - 五丁目
- 的形町福泊
- 的形町的形
- 御国野町国分寺
- 御国野町御着
- 御国野町西御着
- 御国野町深志野
- 神子岡前一丁目 - 四丁目
- 八家
- 安田一丁目 - 三丁目
- 安田四丁目の一部
- 山吹一丁目・二丁目

## 交番
- 大塩交番 - 姫路市大塩町汐咲1丁目35
- 東山交番 - 姫路市東山357-13
- 白浜交番 - 姫路市白浜町甲402-10
- 妻鹿交番 - 姫路市飾磨区妻鹿791-5
- 飾磨東交番 - 姫路市飾磨区阿成204
- 清水交番 - 姫路市飾磨区清水118
- 宮交番 - 姫路市飾磨区宮16-27
- 思案橋交番 - 姫路市飾磨区思案橋1
- 英賀保駅前交番 - 姫路市飾磨区山崎136-2
- 手柄交番 - 姫路市東延末384-1
- 今宿交番 - 姫路市西今宿三丁目1-8
- 井ノ口交番 - 姫路市井ノ口5-2
- 御国野交番 - 姫路市御国野町国分寺145-1
- 別所交番 - 姫路市別所町別所1591-1
- 家島交番 - 姫路市家島町宮1635-75

## 駐在所
- 的形駐在所 - 姫路市的形町的形1356-5
- 八木駐在所 - 姫路市八家1272-27
- 坊勢駐在所 - 姫路市家島町坊勢769-2

## 周辺
- 姫路市役所飾磨支所
- 姫路南郵便局
- 野田川

## アクセス
- 山陽電気鉄道本線 飾磨駅から南東へ500m
- 神姫バス姫路南郵便局前バス停下車
- 国道250号中島交差点沿い